# Glycoldinitrat
Glycoldinitrat (auch Glykoldinitrat) ist eine chemische Verbindung aus der Gruppe der Salpetersäureester.

## Gewinnung und Darstellung
Glycoldinitrat kann durch Nitrierung von Ethylenglycol mit Nitriersäure gewonnen werden. Im technischen Maßstab wird dies ähnlich wie bei Nitroglycerin in kontinuierlichen Verfahren durchgeführt.

## Eigenschaften
Glycoldinitrat ist eine farblose, ölige, wenig flüchtige Flüssigkeit, welche schwer löslich in Wasser und nicht hygroskopisch ist. In den meisten organischen Lösungsmitteln ist es gut löslich. Die Dampfdrücke sind bei niedriger Temperatur relativ gering.
| Dampfdruck von Nitroglycol |         |       |      |      |     |     |     |
| Druck                      | in mbar | 0,006 | 0,05 | 0,35 | 1,7 | 7,8 | 29  |
| Temperatur                 | in °C   | 0     | 20   | 40   | 60  | 80  | 100 |

Glycoldinitrat ist eine explosionsgefährliche Flüssigkeit, die auf Schlag, Reibung, Erwärmung oder andere Zündquellen reagiert. Wichtige Explosionskennzahlen sind:
- Explosionswärme 7294 kJ·kg−1.[2]
- Detonationsgeschwindigkeit 7300 m/s bei einer Dichte von 1,48 g·cm−3[2]
- Verpuffungstemperatur: 217 °C[2]
- Bleiblockausbauchung 620 cm3/10 g[2]
- Schlagempfindlichkeit 0,2 N·m[2]
- Reibempfindlichkeit bis 353 N Stiftbelastung keine Reaktion[2]
- Stahlhülsentest Grenzdurchmesser 24 mm (offene Hülse)[2]

## Verwendung
Glycoldinitrat wird als Sprengstoff verwendet. Seine Wirkung ist dem Nitroglycerin sehr ähnlich. Es wird oft im Gemisch mit diesem verwendet, da es für einen Einsatz im Winter dessen Gefrierpunkt herabsetzt.
Neben dem Einsatz im Sprenggewerbe, wird Glycoldinitrat ebenso in der Medizin verwendet. 

## Sicherheitshinweise / Risikobewertung
Die pharmakologischen Wirkungen ähneln denen des Nitroglycerins, wobei bei Vergiftung starke Kopfschmerzen auftreten. Die Verbindung belastet wie alle Salpetersäureester intensiv den Kreislauf und wird über die Haut resorbiert. Der MAK-Wert beträgt 0,32 mg·m−3 bzw. 0,05 ppm.
Glycoldinitrat wurde 2016 von der EU gemäß der Verordnung (EG) Nr. 1907/2006 (REACH) im Rahmen der Stoffbewertung in den fortlaufenden Aktionsplan der Gemeinschaft (CoRAP) aufgenommen. Hierbei werden die Auswirkungen des Stoffs auf die menschliche Gesundheit bzw. die Umwelt neu bewertet und ggf. Folgemaßnahmen eingeleitet. Ursächlich für die Aufnahme von Glycoldinitrat waren die Besorgnisse bezüglich hoher (aggregierter) Tonnage und weit verbreiteter Verwendung sowie der Gefahren ausgehend von einer möglichen Zuordnung zur Gruppe der PBT/vPvB-Stoffe, der möglichen Gefahren durch reproduktionstoxische und sensibilisierende Eigenschaften sowie als potentieller endokriner Disruptor. Die Neubewertung fand ab 2016 statt und wurde von Italien durchgeführt. Anschließend wurde ein Abschlussbericht veröffentlicht.